# Marino Morettini
Marino Morettini, född 2 januari 1931 i Vertova, död 10 december 1990 i Milano, var en italiensk tävlingscyklist.
Morettini blev olympisk guldmedaljör i lagförföljelse vid sommarspelen 1952 i Helsingfors.